# Chambray
Chambray település Franciaországban, Eure megyében. Lakosainak száma 396 fő (2022. január 1.). Chambray Autheuil-Authouillet, Fontaine-sous-Jouy, Houlbec-Cocherel, Jouy-sur-Eure, Rouvray és Sainte-Colombe-près-Vernon községekkel határos.

## Népesség
A település népességének változása:
| Lakosok száma | 300  | 383  | 372  | 446  | 445  | 432  | 423  | 412  | 407  | 396  |
|               | 1968 | 1982 | 1990 | 2006 | 2013 | 2015 | 2017 | 2019 | 2020 | 2022 |